# Чемпіонат світу з футболу 1990 (кваліфікаційний раунд, КАФ)
У рамках відбіркового турніру до чемпіонату світу з футболу 1990 команди африканської конфедерації КАФ змагалися за два місця у фінальній частині чемпіонату світу з футболу 1990.
Загалом позмагатися за участь у чемпіонаті висловили бажання 26 африканських команд. Заявки збірних Маврикію та Мозамбіку були відхилені ФІФА через борги відповідних національних федерацій перед організацією. Згодом, вже після жеребкування кваліфікаційного раунду, що пройшло 12 грудня 1987 року, від участі в ньому відмовилися команди Лесото, Руанди та Того, а збірна Лівії успішно подолала Перший раунд відбору, проте знялася зі змагання після першої гри Другого раунду.
За результатами кваліфікаційного раунду Африку на чемпіонаті світу представляли збірні Камеруну і Єгипту.

## Формат
- Перший раунд: збірні Алжиру, Камеруну, Кот-д'Івуару, Єгипту, Кенії, Марокко, Нігерії та Заїру, вісім найсильніших за рейтингом ФІФА команд Африки, відразу пройшли до Другого раунду. Решта шістнадцять команд були разбиті на пари, у кожній з яких за сумою двох матчів, по одному вдома і в гостях, визначався один учасник Другого раунду.
- Другий раунд: Шістнадцять команд-учасниць Другого раунду були поділені на чотири групи, у кожній з яких чотири команди проводили між собою по дві гри, одній вдома і одній у гостях. До Фінального раунду проходили лише переможці кожної із груп.
- Фінальний раунд: Четверо переможців групових змагань Другого раунду були розбиті на дві пари, у кожній з яких за результатами двох матчів, по одному вдома і в гостях, визначалися по одному учаснику фінального турніру чемпіонату світу 1990 року.

## Перший раунд
Передбачалося, що в Першому раунді будуть змагатися вісім пар команд, а ще вісім команд, які мали найвищий рейтинг, автоматично отримували прохід до Другого раунду. Утім після зняття зі змагання трьох із його учасників їх суперники також вийшли до наступного раунду без боротьби, а в Першому раунді вібулося лише п'ять протистоянь, кожне з яких складалося із двох ігор.
| Команда 1        | Заг.   | Команда 2    | 1-й матч | 2-й матч |
| ---------------- | ------ | ------------ | -------- | -------- |
| Ангола           | 2–1    | Судан        | 0–0      | 2–1      |
| Зімбабве         | т.п.   | Лесото       | –        | –        |
| Північна Родезія | т.п.   | Руанда       | –        | –        |
| Уганда           | 2–3    | Малаві       | 1–0      | 1–3      |
| Лівія            | 3–2    | Буркіна-Фасо | 3–0      | 0–2      |
| Гана             | 0–2    | Ліберія      | 0–0      | 0–2      |
| Туніс            | 5–3    | Гвінея       | 5–0      | 0–3      |
| Габон            | т.п.   | Того         | –        | –        |
| Алжир            | прохід |              |          |          |
| Камерун          | прохід |              |          |          |
| Єгипет           | прохід |              |          |          |
| Кот-д'Івуар      | прохід |              |          |          |
| Кенія            | прохід |              |          |          |
| Марокко          | прохід |              |          |          |
| Нігерія          | прохід |              |          |          |
| Заїр             | прохід |              |          |          |

| 7 серпня 1988 |

| Ангола | 0 – 0 | Судан |
| ------ | ----- | ----- |
|        |       |       |

| Луанда Глядачів: 15,000 Арбітр: Моджирі Убі Кемуаре (Заїр) |

| 11 листопада 1988 |

| Судан           | 1 – 2 | Ангола                   |
| --------------- | ----- | ------------------------ |
| Осама Ідрісс 7' |       | Вієйра Діаш 79' Маво 85' |

| Хартум Глядачів: 8,000 Арбітр: Осман Мохамуд Халане (Сомалі) |

Ангола виграла з рахунком 2 – 1 за сумою двох матчів і вийшла до Другого раунду.
|  |

| Зімбабве | т.п. | Лесото  |
| -------- | ---- | ------- |
|          |      | знялася |

|  |

Зімбабве пройшло до Другого раунду через відмову суперника.
|  |

| Північна Родезія | т.п. | Руанда  |
| ---------------- | ---- | ------- |
|                  |      | зналася |

|  |

Замбія пройшла до Другого раунду через відмову суперника.
| 16 липня 1988 |

| Уганда     | 1 – 0 | Малаві |
| ---------- | ----- | ------ |
| Морірі 66' |       |        |

| Кампала Глядачів: 5,613 Арбітр: Тахір Хафід Алі (Танзанія) |

| 30 липня 1988 |

| Малаві                    | 3 – 1 | Уганда     |
| ------------------------- | ----- | ---------- |
| Чирва 3' Каїра 6' Вая 51' |       | Морірі 69' |

| Лілонгве Глядачів: 25,000 Арбітр: Вільям Мозес Очєнг (Кенія) |

Малаві виграло з рахунком 3 – 2 за сумою двох матчів і вийшло до Другого раунду.
| 3 червня 1988 |

| Лівія                                      | 3 – 0 | Буркіна-Фасо |
| ------------------------------------------ | ----- | ------------ |
| Безан 8' Ел-Айсаві 22' (пен.) Ель-Гаді 30' |       |              |

| Триполі Глядачів: 15,000 Арбітр: Алі Бін Нассер (Туніс) |

| 3 липня 1988 |

| Буркіна-Фасо            | 2 – 0 | Лівія |
| ----------------------- | ----- | ----- |
| Гнімассу 65' Кадеба 73' |       |       |

| Уагадугу Арбітр: Бадара Сене (Сенегал) |

Лівія виграла з рахунком 3 – 2 за сумою двох матчів і вийшла до Другого раунду.
| 7 серпня 1988 |

| Гана | 0 – 0 | Ліберія |
| ---- | ----- | ------- |
|      |       |         |

| Аккра Глядачів: 35,000 Арбітр: Лінус Мба (Нігерія) |

| 21 серпня 1988 |

| Ліберія           | 2 – 0 | Гана |
| ----------------- | ----- | ---- |
| Веа 27' Дебба 88' |       |      |

| Монровія Глядачів: 22,070 Арбітр: Алхагі Фає (Гамбія) |

Ліберія виграла з рахунком 2 – 0 за сумою двох матчів і вийшла до Другого раунду.
| 5 серпня 1988 |

| Туніс                                          | 5 – 0 | Гвінея |
| ---------------------------------------------- | ----- | ------ |
| Жеріді 3' Маалул 11' Лімам 75', 89' Яакубі 82' |       |        |

| Стад ель-Менза, Туніс Глядачів: 15,000 Арбітр: Мохамед Хоссамельдін (Єгипит) |

| 21 серпня 1988 |

| Гвінея                     | 3 – 0 | Туніс |
| -------------------------- | ----- | ----- |
| Еммерсон 34', 82' Туре 49' |       |       |

| Конакрі Глядачів: 15,000 Арбітр: Доджі Куассі (Того) |

Туніс виграв з рахунком 5 – 3 за сумою двох матчів і вийшов до Другого раунду.
|  |

| Габон | т.п. | Того    |
| ----- | ---- | ------- |
|       |      | знялося |

|  |

Габон пройшов до Другого раунду через відмову суперника.

## Другий раунд
Шістнадцять команд-учасниць Другого раунду були поділені на чотири групи, у кожній з яких чотири команди проводили між собою по дві гри, одній вдома і одній у гостях. До Фінального раунду проходили лише переможці кожної із груп.
| Легенда                    |
| -------------------------- |
| Вихід до Фінального раунду |

### Група A
|             | І | В | Н | П | Г+ | Г- | РГ | О |
| ----------- | - | - | - | - | -- | -- | -- | - |
| Алжир       | 4 | 3 | 1 | 0 | 6  | 1  | +5 | 7 |
| Кот-д'Івуар | 4 | 1 | 2 | 1 | 5  | 1  | +4 | 4 |
| Зімбабве    | 4 | 0 | 1 | 3 | 1  | 10 | −9 | 1 |
| Лівія       | 0 | 0 | 0 | 0 | 0  | 0  | 0  | 0 |

|             | Алжир | Кот-д'Івуар | Зімбабве |
| ----------- | ----- | ----------- | -------- |
| Алжир       | –     | 1–0         | 3–0      |
| Кот-д'Івуар | 0–0   | –           | 5–0      |
| Зімбабве    | 1–2   | 0–0         | –        |

Збірна Лівії знялася зі змагання після своєї першої гри, згодом усі результати цієї команди були анульовані рішенням ФІФА.
| 6 січня 1989 |

| Алжир                     | 3–0 | Зімбабве |
| ------------------------- | --- | -------- |
| Менад 10', 26' Маджер 65' |     |          |

| Аннаба Глядачів: 50,000 Арбітр: Мохамед Хафез (Єгипет) |

| 8 січня 1989 |

| Кот-д'Івуар | Annulled (1–0) | Лівія |
| ----------- | -------------- | ----- |
| Бамба 80'   |                |       |

| Абіджан Глядачів: 30,032 Арбітр: Бантсімба (Конго) |

| 20 січня 1989 |

| Лівія     | т.п. (0–2) | Алжир |
| --------- | ---------- | ----- |
| скасована |            |       |

| Триполі Арбітр: Неджі Жуїні (Туніс) |

| 22 січня 1989 |

| Зімбабве | 0–0 | Кот-д'Івуар |
| -------- | --- | ----------- |
|          |     |             |

| Хараре Глядачів: 21,121 Арбітр: Бестер Каломбо (Малаві) |

| 11 червня 1989 |

| Кот-д'Івуар | 0–0 | Алжир |
| ----------- | --- | ----- |
|             |     |       |

| Абіджан Глядачів: 50,000 Арбітр: Алі Бін Нассер (Туніс) |

| 25 червня 1989 |

| Зімбабве     | 1–2 | Алжир                |
| ------------ | --- | -------------------- |
| Ндундума 90' |     | Менад 38' Маджер 87' |

| Хараре Глядачів: 15,000 Арбітр: Тесфає Гебреєсус (Ефіопія) |

| 13 серпня 1989 |

| Кот-д'Івуар                                              | 5–0 | Зімбабве |
| -------------------------------------------------------- | --- | -------- |
| Бен Салах 30', 47' Акенон 71' (пен.) Амані 81' Бамба 89' |     |          |

| Абіджан Арбітр: Баду Жассех (Гамбія) |

| 25 серпня 1989 |

| Алжир      | 1–0 | Кот-д'Івуар |
| ---------- | --- | ----------- |
| Маджер 56' |     |             |

| Аннаба Глядачів: 50 000 Арбітр: Бадара Сене (Сенегал) |

### Група B
|         | І | В | Н | П | Г+ | Г- | РГ | О |
| ------- | - | - | - | - | -- | -- | -- | - |
| Єгипет  | 6 | 3 | 2 | 1 | 6  | 2  | +4 | 8 |
| Ліберія | 6 | 2 | 2 | 2 | 2  | 3  | −1 | 6 |
| Малаві  | 6 | 1 | 3 | 2 | 3  | 4  | −1 | 5 |
| Кенія   | 6 | 1 | 3 | 2 | 2  | 4  | −2 | 5 |

|         | Єгипет | Кенія | Ліберія | Малаві |
| ------- | ------ | ----- | ------- | ------ |
| Єгипет  | –      | 2–0   | 2–0     | 1–0    |
| Кенія   | 0–0    | –     | 1–0     | 1–1    |
| Ліберія | 1–0    | 0–0   | –       | 1–0    |
| Малаві  | 1–1    | 1–0   | 0–0     | –      |

| 6 січня 1989 |

| Єгипет                 | 2–0 | Ліберія |
| ---------------------- | --- | ------- |
| Ала'а 23' Ель-Акад 42' |     |         |

| Міжнародний стадіон, Каїр Глядачів: 70,000 Арбітр: Абделалі Насірі (Марокко) |

| 7 січня 1989 |

| Кенія    | 1–1 | Малаві        |
| -------- | --- | ------------- |
| Даво 47' |     | Макдональд 2' |

| Найробі Арбітр: Хассан Абдулле Ахмед (Сомалі) |

| 21 січня 1989 |

| Малаві    | 1–1 | Єгипет    |
| --------- | --- | --------- |
| Каїра 89' |     | Хешам 60' |

| Лілонгве Арбітр: Хафід Тахір (Танзанія) |

| 22 січня 1989 |

| Ліберія | 0–0 | Кенія |
| ------- | --- | ----- |
|         |     |       |

| Монровія Глядачів: 25,000 Арбітр: Лінус Мба (Нігерія) |

| 10 червня 1989 |

| Кенія | 0–0 | Єгипет |
| ----- | --- | ------ |
|       |     |        |

| Найробі Арбітр: Джоел Дварф Мондока (Замбія) |

| 11 червня 1989 |

| Ліберія | 1–0 | Малаві |
| ------- | --- | ------ |
| Веа 36' |     |        |

| Монровія Глядачів: 28,000 Арбітр: Лар'я Луїс (Гана) |

| 24 червня 1989 |

| Малаві    | 1–0 | Кенія |
| --------- | --- | ----- |
| Каїра 55' |     |       |

| Лілонгве Арбітр: Джон Н'Хатазо (Зімбабве) |

| 25 червня 1989 |

| Ліберія   | 1–0 | Єгипет |
| --------- | --- | ------ |
| Дебба 45' |     |        |

| Монровія Глядачів: 22,000 Арбітр: Селестен Н'Шо (Кот-д'Івуар) |

| 12 серпня 1989 |

| Єгипет    | 1–0 | Малаві |
| --------- | --- | ------ |
| Хешам 28' |     |        |

| Міжнародний стадіон, Каїр Глядачів: 55,000 Арбітр: Хассан Ахмед Абдулле (Сомалі) |

| 12 серпня 1989 |

| Кенія       | 1–0 | Ліберія |
| ----------- | --- | ------- |
| Оньянго 24' |     |         |

| Найробі Глядачів: 30,000 Арбітр: Мохамед АбдельСалам Гасмалла (Судан) |

| 26 серпня 1989 |

| Єгипет                  | 2–0 | Кенія |
| ----------------------- | --- | ----- |
| Хешам 58' І. Хассан 62' |     |       |

| Міжнародний стадіон, Каїр Глядачів: 47,000 Арбітр: Хафід Тахір (Танзанія) |

| 26 серпня 1989 |

| Малаві | 0–0 | Ліберія |
| ------ | --- | ------- |
|        |     |         |

| Лілонгве Арбітр: Джоел Дварф Мондока (Замбія) |

### Група C
|         | І | В | Н | П | Г+ | Г- | РГ | О |
| ------- | - | - | - | - | -- | -- | -- | - |
| Камерун | 6 | 4 | 1 | 1 | 9  | 6  | +3 | 9 |
| Нігерія | 6 | 3 | 1 | 2 | 7  | 5  | +2 | 7 |
| Ангола  | 6 | 1 | 2 | 3 | 6  | 7  | −1 | 4 |
| Габон   | 6 | 2 | 0 | 4 | 5  | 9  | −4 | 4 |

|         | Ангола | Камерун | Габон | Нігерія |
| ------- | ------ | ------- | ----- | ------- |
| Ангола  | –      | 1–2     | 2–0   | 2–2     |
| Камерун | 1–1    | –       | 2–1   | 1–0     |
| Габон   | 1–0    | 1–3     | –     | 2–1     |
| Нігерія | 1–0    | 2–0     | 1–0   | –       |

| 7 січня 1989 |

| Нігерія     | 1–0 | Габон |
| ----------- | --- | ----- |
| Одегбамі 5' |     |       |

| Енугу Глядачів: 50,000 Арбітр: Баду Джассех (Гамбія) |

| 8 січня 1989 |

| Камерун     | 1–1 | Ангола    |
| ----------- | --- | --------- |
| Джонкеп 75' |     | Жезус 11' |

| Стад Омніспортс, Яунде Глядачів: 50,000 Арбітр: Доджі Уннаке-Куассі (Того) |

| 22 січня 1989 |

| Габон     | 1–3 | Камерун                             |
| --------- | --- | ----------------------------------- |
| Манон 33' |     | Омам-Біїк 26' Кана-Біїк 39' Мбу 85' |

| Стад Ахмаду Ахіджо, Лібревіль Глядачів: 30,000 Арбітр: Бакарі Сарр (Сенегал) |

| 22 січня 1989 |

| Ангола                    | 2–2 | Нігерія           |
| ------------------------- | --- | ----------------- |
| Вієйра Діаш 30' Жезус 62' |     | Кеші 8' Обіку 67' |

| Луанда Глядачів: 60,000 Арбітр: Джоел Мондока (Замбія) |

| 10 червня 1989 |

| Нігерія           | 2–0 | Камерун |
| ----------------- | --- | ------- |
| Кеші 43' Сяся 86' |     |         |

| Ліберті Стедіум, Ібадан Глядачів: 50,000 Арбітр: Мохамед Хоссам Ель-Дін (Єгипет) |

| 11 червня 1989 |

| Ангола         | 2–0 | Габон |
| -------------- | --- | ----- |
| Малука 7', 28' |     |       |

| Луанда Арбітр: Селестен Н'Шо (Кот-д'Івуар) |

| 25 червня 1989 |

| Ангола    | 1–2 | Камерун                     |
| --------- | --- | --------------------------- |
| Паулан 5' |     | Омам-Біїк 59' Кана-Біїк 70' |

| Луанда Глядачів: 60,000 Арбітр: Сімон Бантсімба (Конго) |

| 25 червня 1989 |

| Габон                | 2–1 | Нігерія  |
| -------------------- | --- | -------- |
| Ондено 32' Мінко 37' |     | Сяся 57' |

| Лібревіль Глядачів: 30,000 Арбітр: Марк Дормо (Ліберія) |

| 12 серпня 1989 |

| Нігерія  | 1–0 | Ангола |
| -------- | --- | ------ |
| Кеші 44' |     |        |

| Національний стадіон, Лагос Глядачів: 100,000 Арбітр: Доджі Уннаке-Куассі (Того) |

| 13 серпня 1989 |

| Камерун               | 2–1 | Габон      |
| --------------------- | --- | ---------- |
| Кана-Біїк 32' Мбу 38' |     | Нзамба 78' |

| Стад Ахмаду Ахіджо, Яунде Глядачів: 45,000 Арбітр: Ідрісса Сарр (Мавританія) |

| 27 серпня 1989 |

| Камерун       | 1–0 | Нігерія |
| ------------- | --- | ------- |
| Омам-Біїк 31' |     |         |

| Стад Омніспортс, Яунде Глядачів: 90,000 Арбітр: Неджі Жуїні (Tunisia) |

| 27 серпня 1989 |

| Габон     | 1–0 | Ангола |
| --------- | --- | ------ |
| Мінко 24' |     |        |

| Стад Ахмаду Ахіджо, Лібревіль Арбітр: Абделла Насірі (Марокко) |

### Група D
|         | І | В | Н | П | Г+ | Г- | РГ | О |
| ------- | - | - | - | - | -- | -- | -- | - |
| Туніс   | 6 | 3 | 1 | 2 | 5  | 5  | 0  | 7 |
| Замбія  | 6 | 3 | 0 | 3 | 7  | 6  | +1 | 6 |
| Заїр    | 6 | 2 | 2 | 2 | 7  | 7  | 0  | 6 |
| Марокко | 6 | 1 | 3 | 2 | 4  | 5  | −1 | 5 |

|         | Марокко | Туніс | Заїр | Замбія |
| ------- | ------- | ----- | ---- | ------ |
| Марокко | –       | 0–0   | 1–1  | 1–0    |
| Туніс   | 2–1     | –     | 1–0  | 1–0    |
| Заїр    | 0–0     | 3–1   | –    | 1–0    |
| Замбія  | 2–1     | 1–0   | 4–2  | –      |

| 8 січня 1989 |

| Марокко   | 1–0 | Замбія |
| --------- | --- | ------ |
| Ріаті 39' |     |        |

| Рабат Глядачів: 35,000 Арбітр: Башир Салем (Лівія) |

| 8 січня 1989 |

| Заїр                      | 3–1 | Туніс    |
| ------------------------- | --- | -------- |
| Мапуата 23', 33' Вава 61' |     | Лімам 7' |

| Кіншаса Глядачів: 21,900 Арбітр: Тадессе Дегефа (Ефіопія) |

| 22 січня 1989 |

| Туніс                | 2–1 | Марокко      |
| -------------------- | --- | ------------ |
| Абделлі 37' Діаб 44' |     | Будербала 4' |

| Стад ель-Менза, Туніс Глядачів: 45,000 Арбітр: Ідрісса Сарр (Мавританія) |

| 22 січня 1989 |

| Замбія                                         | 4–2 | Заїр             |
| ---------------------------------------------- | --- | ---------------- |
| Ньїренда 10' Мсіска 17' Макінка 25' Бвалья 75' |     | Кабонго 29', 78' |

| Лусака Арбітр: Сідні Пікон-Аконг (Маврикій) |

| 11 червня 1989 |

| Заїр | 0–0 | Марокко |
| ---- | --- | ------- |
|      |     |         |

| Кіншаса Глядачів: 50,000 Арбітр: Бадара Сене (Сенегал) |

| 11 червня 1989 |

| Замбія      | 1–0 | Туніс |
| ----------- | --- | ----- |
| Макінка 73' |     |       |

| Лусака Арбітр: Еганаден Кадрессен (Маврикій) |

| 25 червня 1989 |

| Туніс             | 1–0 | Заїр |
| ----------------- | --- | ---- |
| Маалул 74' (пен.) |     |      |

| Стад ель-Менза, Туніс Глядачів: 25,000 Арбітр: Мохамед Хансаль (Алжир) |

| 25 червня 1989 |

| Замбія                 | 2–1 | Марокко    |
| ---------------------- | --- | ---------- |
| Мусонда 42' Бвалья 87' |     | Тімумі 73' |

| Лусака Глядачів: 40,000 Арбітр: Бестер Каломбо (Малаві) |

| 13 серпня 1989 |

| Марокко | 0–0 | Туніс |
| ------- | --- | ----- |
|         |     |       |

| Мохаммед V, Касабланка Глядачів: 35,111 Арбітр: Жан-Фідель Дірамба (Габон) |

| 13 серпня 1989 |

| Заїр        | 1–0 | Замбія |
| ----------- | --- | ------ |
| Кабонго 16' |     |        |

| Кіншаса Арбітр: Мохамед Хафез (Єгипет) |

| 27 серпня 1989 |

| Марокко   | 1–1 | Заїр         |
| --------- | --- | ------------ |
| Мадіх 58' |     | Макукула 47' |

| Кенітра Глядачів: 1,839 Арбітр: Абдеррахман Бергі (Алжир) |

| 27 серпня 1989 |

| Туніс       | 1–0 | Замбія |
| ----------- | --- | ------ |
| Махжубі 75' |     |        |

| Стад ель-Менза, Туніс Глядачів: 45,000 Арбітр: Ідрісса Траоре (Малі) |

## Фінальний раунд
За результатами жеребкування четверо переможців групових змагань Другого раунду були розбиті на дві пари, у кожній з яких за результатами двох матчів, по одному вдома і в гостях, визначалися по одному учаснику фінального турніру чемпіонату світу 1990 року.
| 8 жовтня 1989 |

| Алжир | 0 – 0 | Єгипет |
| ----- | ----- | ------ |
|       |       |        |

| Константіна Глядачів: 55,000 Арбітр: Сідні Пікон-Аконг (Маврикій) |

| 17 листопада 1989 |

| Єгипет       | 1 – 0 | Алжир |
| ------------ | ----- | ----- |
| Х. Хассан 4' |       |       |

| Міжнародний стадіон, Каїр Глядачів: 100,000 Арбітр: Алі Бін Нассер (Туніс) |

Єгипет виграв з рахунком 1–0 за сумою двох ігор і кваліфікувався на чемпіонат світу 1990.
| 8 жовтня 1989 |

| Камерун                | 2 – 0 | Туніс |
| ---------------------- | ----- | ----- |
| М'Феде 54' Кунде 90+1' |       |       |

| Стад Омніспортс, Яунде Глядачів: 80,000 Арбітр: Абделалі Насірі (Марокко) |

| 19 листопада 1989 |

| Туніс | 0 – 1 | Камерун       |
| ----- | ----- | ------------- |
|       |       | Омам-Біїк 14' |

| Стад ель-Менза, Туніс Глядачів: 45,000 Арбітр: Бадара Сене (Сенегал) |

Камерун виграв з рахунком 3–0 за сумою двох ігор і кваліфікувався на чемпіонат світу 1990.

## Бомбардири
4 голи
- Франсуа Омам-Біїк

3 голи
| - Рабах Маджер - Джамель Менад - Андре Кана-Біїк | - Абдель Расул Хешам - Пітеркінс Каїра - Стівен Кеші | - Жамеледдін Лімам - Ежен Кабонго |

2 голи
| - Жозе Вієйра Діаш - Жозеф Малука - Еміль Мбу - Абдулає Еммерсон - Умар Бен Салах | - Джеймс Дебба - Джордж Веа - Самсон Сяся - Набіль Маалул | - Сундаїн Морірі - Н'К'ямбі Мапуата - Калуша Бвалья - Дербі Макінка |

1 гол
| - Маванго К'яла - Освалду ді Олівейра - Паулан - Мануел Сааведра - Габріель Гнімассу - Жуль Кадеба - Бонавентур Джонкеп - Емманюель Кунде - Луї-Поль М'Феде - Мохамед Ала'а - Мохамед Ель-Акад - Хоссам Хассан - Ібрагім Хассан - Режіс Манон - Мішель Мінко - Жоель Мінко | - Гі Роже Нзамба - Нікаїс Ондено - Камара Туре - Пітер Даво - Джордж Оньянго - Жан-П'єр Гуеде Акенон - Яо Ламберт Амані - Секу Бамба - Еззевдін Безан - Фавзі Ел-Айсаві - Аяд Ель-Гаді - Джилберт Чирва - Сінго Макдональд - Лоренс Вая - Азіз Будербала - Мохамед Мадіх | - Абдельфеттах Ріаті - Мохаммед Тімумі - Майкл Обіку - Воле Одегбамі - Осама Ідрісс - Ласаад Абделлі - Тарак Діаб - Бассам Жеріді - Мохамед Алі Махжубі - Каїс Яакубі - Куянгана Макукула - Нкєре Вава - Лакі Мсіска - Чарлі Мусонда - Вітсон Ньїренда - Стенлі Ндундума |